# Louis-François Richer Laflèche
Pour les articles homonymes, voir Laflèche et Richer.
Louis-François Richer Laflèche (4 septembre 1818 - 14 juillet 1898) est un prêtre catholique et seigneur canadien métis. Il est évêque du diocèse de Trois-Rivières, au Québec, à partir de 1867. 

## Biographie

### Enfance (1818-1831)
Louis-François Laflèche naît le 4 septembre 1818 à Sainte-Anne-de-la-Pérade, village situé dans la région de la Mauricie, au Québec. Il est fils de Louis Richer-Laflèche et de Marie-Anne Joubin-Boisvert. Cette dernière donna naissance à sept enfants, mais seuls cinq survécurent, faisant de Louis-François le cadet de la famille. Le père de Laflèche est agriculteur et marguillier tandis que sa mère se dévoue essentiellement à l’éducation de ses enfants. Cette éducation, qui comprend notamment l’enseignement des devoirs religieux et les premiers rudiments de la connaissance, elle la reçut elle-même chez les Ursulines. La famille Laflèche accueille ensuite un instituteur en pension, John Craig Morris, qui offre aussi à Laflèche un enseignement certes rigide et strict, mais sans lequel son admission au collège classique aurait été plus qu’incertaine.

### Formation (1831-1844)
Il fait son entrée au Collège de Nicolet à l’âge de treize ans et y est pensionnaire jusqu’à ses vingt ans, soit de 1831 à 1838. Puis, il y poursuit son parcours comme étudiant en théologie jusqu’en 1844. Simultanément à sa préparation au sacerdoce, il occupe un poste de professeur dans une classe de troisième année, il enseigne plus précisément la rhétorique. Louis-François Laflèche était considéré comme un élève brillant et un excellent professeur doté d’une vaste culture et d’un grand talent d’orateur. Il reçoit le diaconat en 1843 et entame par conséquent l’année scolaire de 1843-1844 comme diacre. Il est finalement ordonné prêtre le 4 janvier 1844, à Québec.

### Missionnaire dans l'Ouest (1844-1856)
Le Collège de Nicolet est un des grands pourvoyeurs des missionnaires de l’Ouest canadien. Dans le but de faire germer des vocations chez les étudiants, les missionnaires leur rendent visite à maintes reprises et racontent leur histoire. Joseph Norbert Provencher inspire grandement Laflèche et le motive à s’engager dans une mission à la colonie de la rivière Rouge. Un autre incitatif justifie son implication dans cette mission: sa grand-mère était une métisse originaire des plaines de l’Ouest. La mère de Louis-François lui en parle souvent et éveille en lui une curiosité pour cette région. Ainsi, le 27 avril 1844, il commence un voyage vers Saint-Boniface, qui durera 55 jours. L’équipage traverse rivières et lacs à canot et procède à plusieurs dizaines de portages. Tempêtes, accidents et conditions difficiles alourdissent le voyage. Laflèche contracte d’ailleurs un rhumatisme qui l’affecte tout au long de son séjour dans l’Ouest et duquel il tire des séquelles à son retour, notamment une légère claudication.
Laflèche fait preuve d'une grande activité missionnaire. D’abord, il apprend les langues et cultures autochtones en un temps remarquable, plus précisément celles des Cris, des Montagnais et des Sauteux. En 1846, il se rend au poste de mission de l’Île-à-la-Crosse, accompagné d’Alexandre-Antonin Taché, qui sera par ailleurs nommé archevêque de Saint-Boniface quelques années plus tard. Laflèche est plus sédentaire que son compagnon en raison de son rhumatisme qui lui cause des souffrances. Ces dernières justifient son retour à Saint-Boniface auprès de Joseph Provencher en 1849. Il y restera jusqu’en 1856. Durant ces années, il est notamment invité à participer au Conseil d’Assiniboia, au sein duquel il s’impliquera sur des questions variées telles que l’éducation, la chasse et les ventes immobilières. En 1851, il frôle la mort dans le Dakota du Nord lors d’une sortie de chasse au bison pour laquelle il accompagnait les Métis de la Prairie-du-Cheval-Blanc. Un groupe de Sioux largement plus nombreux qu’eux les attaque par surprise et encercle leur campement. Miraculeusement, les Sioux battent en retraite après plusieurs affrontements. Après douze ans de mission, Laflèche quitte définitivement l’Ouest pour sa terre natale dans le but d’y trouver repos. Cette expérience comme missionnaire le marque profondément, il retourne d’ailleurs en ces lieux à quatre reprises entre 1880 et 1894.

### Retour à Nicolet (1856-1861)

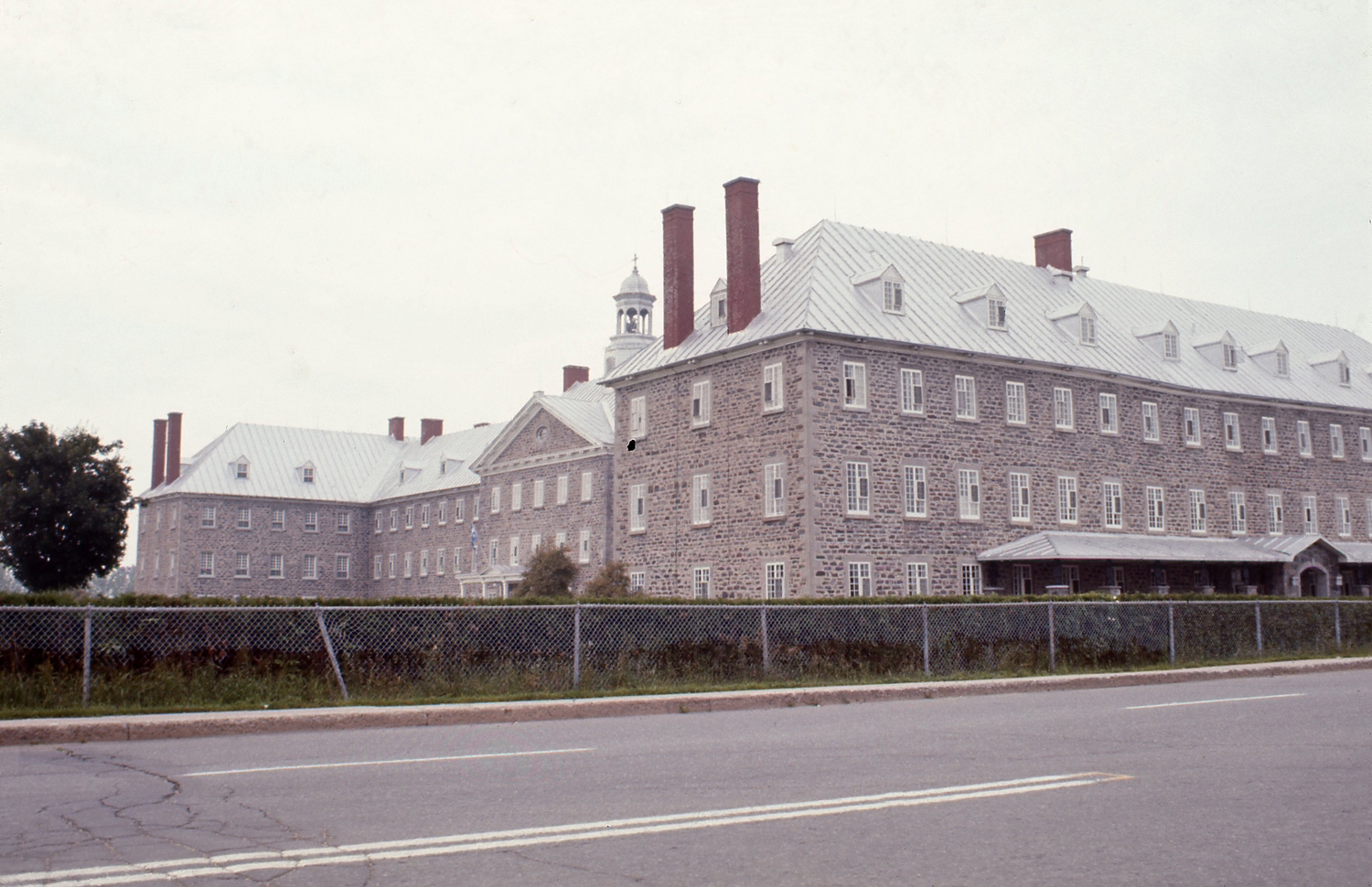
Séminaire de Nicolet aussi appelé Collège de Nicolet

À son retour de mission, Laflèche consacre cinq ans à son alma mater. Il y enseigne d’abord les mathématiques et la philosophie, puis il occupe le poste de préfet des études en remplacement de l’abbé Charles-Olivier Caron. Il profite de l’occasion pour faire des changements considérables dans divers secteurs du collège: il s’implique dans le succès des élèves et les motive à l’apprentissage des sciences mathématiques et de la physique, il améliore l’esthétique de la cour extérieure et enrichit la bibliothèque. Il contribue, de surcroit, à éteindre les ambitions de certains Trifluviens qui auraient souhaité le déménagement du Collège dans leur ville, et il fait échec au projet d’affilier celui-ci à l’Université Laval, qu’il juge trop libéral.

### Coadjuteur du diocèse trifluvien (1861-1867)
Menacé d’une crise financière, le diocèse de Trois-Rivières a urgemment besoin d’un redressement. Grandement impressionné par travail de Louis Laflèche au Collège de Nicolet, Thomas Cooke lui demande son aide pour l’épauler dans cette tâche colossale. Après s’être fait longtemps prier, Laflèche accepte de quitter ses fonctions au collège et déménage sur l’autre rive du Saint-Laurent afin d’occuper le poste d’administrateur du diocèse, bien qu’il doute de ses aptitudes, selon lui réduites en raison de ses infirmités. Il relève finalement le défi avec brio et sauve le diocèse de la faillite.
Laflèche contribue également durant ces années à la fondation du Journal de Trois-Rivières dans lequel il publiera abondamment. Parmi ses nombreuses publications, on compte tout spécialement la série de 34 articles intitulée Quelques considérations sur les rapports de la société civile avec la religion et la famille. Cette collection d’articles est rassemblée en un volume et publiée par la maison d’édition Eusèbe Sénécal en 1866. La supériorité du pouvoir spirituel sur le pouvoir temporel est le point de convergence des articles. Il y expose, dans un premier temps, sa conception de la nation, du patriotisme et de la destinée providentielle, puis s’attarde sur la question de l’autorité et du gouvernement. Il traite ensuite du rapport entre Église et politique. Puisque décisions politiques et convictions morales sont intriquées et que, selon lui, la société religieuse devrait détenir une autorité première, il serait du devoir de l’Église d’intervenir dans la sphère politique notamment en guidant les choix électoraux des fidèles. Enfin, sous sa plume, la Providence interviendrait dans l’organisation sociale et politique des sociétés et une erreur serait la séparation de l’Église et de l’État.

### Évêque du diocèse de Trois-Rivières (1867-1898)
Le 23 novembre 1866, Laflèche est officiellement ordonné évêque coadjuteur de Trois-Rivières par le pape Pie IX, eu égard au précaire état de santé de Thomas Cooke. Il est consacré le 25 février 1867 par Charles-François Baillargeon avec comme co-consécrateurs John Joseph Lynch et Charles La Rocque. Il est très honoré et impressionné d’assister au premier concile du Vatican de 1869-1870. Il considère la journée du 18 juillet 1870, soit la journée de l’acceptation du décret de l’infaillibilité pontificale, comme la plus belle de sa vie. La même année, il succède à Thomas Cooke, mort pendant le concile. Il devient évêque en titre du diocèse trifluvien et est accueilli par une foule en liesse à son retour de Rome. L’épiscopat de Louis-François Laflèche s’étend sur 31 ans. À la fois autoritaire et cordial, opiniâtre et chaleureux, il attire la sympathie de ses paroissiens, notamment par ses nombreuses visites pastorales et la sollicitude qu’il démontre à l’égard des plus pauvres. Il est apprécié de ses pairs, à l’exception des plus libéraux avec lesquels il entretient des échanges houleux.  En effet, il prend part aux controverses qui opposent très généralement deux familles de pensée : d’un côté se trouvent les ultramontains et de l’autre, les libéraux. Certaines dissensions naissent en majeure partie des opinions de chacun quant au rapport entre la politique et l’Église ou bien entre l’éducation et l’Église. Au sein de l’épiscopat de la province de Québec, cette joute oppose les tenants de l’ultramontanisme comme Ignace Bourget et Laflèche, et les évêques libéraux tel que le cercle de Elzéar-Alexandre Taschereau. On retrouve cet antagonisme dans d’illustres querelles de l’époque, entre autres, celles relatives au Programme catholique, à l’influence indue ou encore à la division du diocèse trifluvien.
Le Programme catholique est un manifeste électoral rédigé par l’Union Allet, un groupe composé d’anciens zouaves pontificaux, qui exhorte les catholiques à appuyer le Parti conservateur en vue des élections de 1871. L’épiscopat de Trois-Rivières et de Montréal corrobore le manifeste contrairement à Elzéar Taschereau qui s’y oppose furieusement. Au moyen d’un court texte publié dans les journaux, l’archevêque de Québec se distancie du manifeste. Il est suivi par l’évêque de Rimouski, Jean Langevin ainsi que par l’évêque de Saint-Hyacinthe, Charles La Rocque. Le Parti conservateur remporte les élections de 1871, tout comme celles de 1875. À la suite de ces dernières, un candidat du Parti libéral exprime son intention d’ester l’Église dans le but de mettre fin à son intervention dans le domaine politique, autrement dit, d’intenter un procès pour influence indue. Taschereau publie une lettre pastorale dénonçant l’intention libérale de séparer Église et État. La ferme position de l’archevêque laisse presque présumer une unité au sein de l’épiscopat, présomption qui s’écroule quelques semaines plus tard. Taschereau ploie sous les plaintes et se ravise en publiant une nouvelle lettre annihilant la précédente. Il tient également pour responsable Laflèche des discordes qui affaiblissent l’épiscopat, un manque d’unité qui ne permet pas de tenir tête au libéralisme. En 1876, une décision est rendue par la Cour supérieur : les curés sont condamnés pour influence indue. En 1875, la question de la division du diocèse de Trois-Rivières est mise sur la table, ce qui alimente une fois de plus les tensions entre Laflèche et Taschereau. Le deuxième appuie la création d’un diocèse à Nicolet contrairement à Laflèche. En 1885, après dix ans de débat, la division du diocèse est officiellement décrétée par le Saint-Siège. Cette nouvelle est accueillie comme une profonde défaite par les ultramontains.

### Un pilier antilibéral et ultramontain[28]
Laflèche est reconnu pour son opiniâtreté et ses nombreuses prises de position dans les débats de son époque. La seconde moitié du XIXe siècle est marquée par la rencontre entre le catholicisme romain et le libéralisme, ce qui suscite de vives réactions parmi les partisans des deux courants. Le libéralisme est combattu par l’Église, qui lui reproche de ridiculiser les croyances religieuses en lui opposant le discours de la « science » et du « progrès », et aussi d’accentuer les inégalités économiques et sociales entre une bourgeoisie opulente et un prolétariat industriel vivant dans une misère accablante. Dans ses écrits, Laflèche condamne fermement les principes du libéralisme et appuie l’autorité de l’Église et du pape. De plus, dans le contexte québécois, il se dévoue à la préservation de la culture et de la langue des Canadiens français qu’il juge vulnérables : en cette époque d’émigration massive vers les États-Unis (plus de 900 000 Canadiens français sur 3 millions prennent la route des usines américaines dans la seconde moitié du siècle), seules la foi et l’Église, pour lui, peuvent les protéger. On reconnaît l’évêque comme un grand orateur et vulgarisateur. Il sait manier les mots et transposer des concepts abstraits en des textes accessibles à tous, ce dont témoigne notamment la popularité de ses discours et les ventes record de Quelques considérations sur les rapports de la société civile avec la religion et la famille, soit près de 3500 exemplaires avant même la publication. Bien qu’il prenne part à de nombreuses controverses de son époque, Louis-François Laflèche demeure un évêque prisé et reconnu par la majorité de ses pairs

## Commémorations

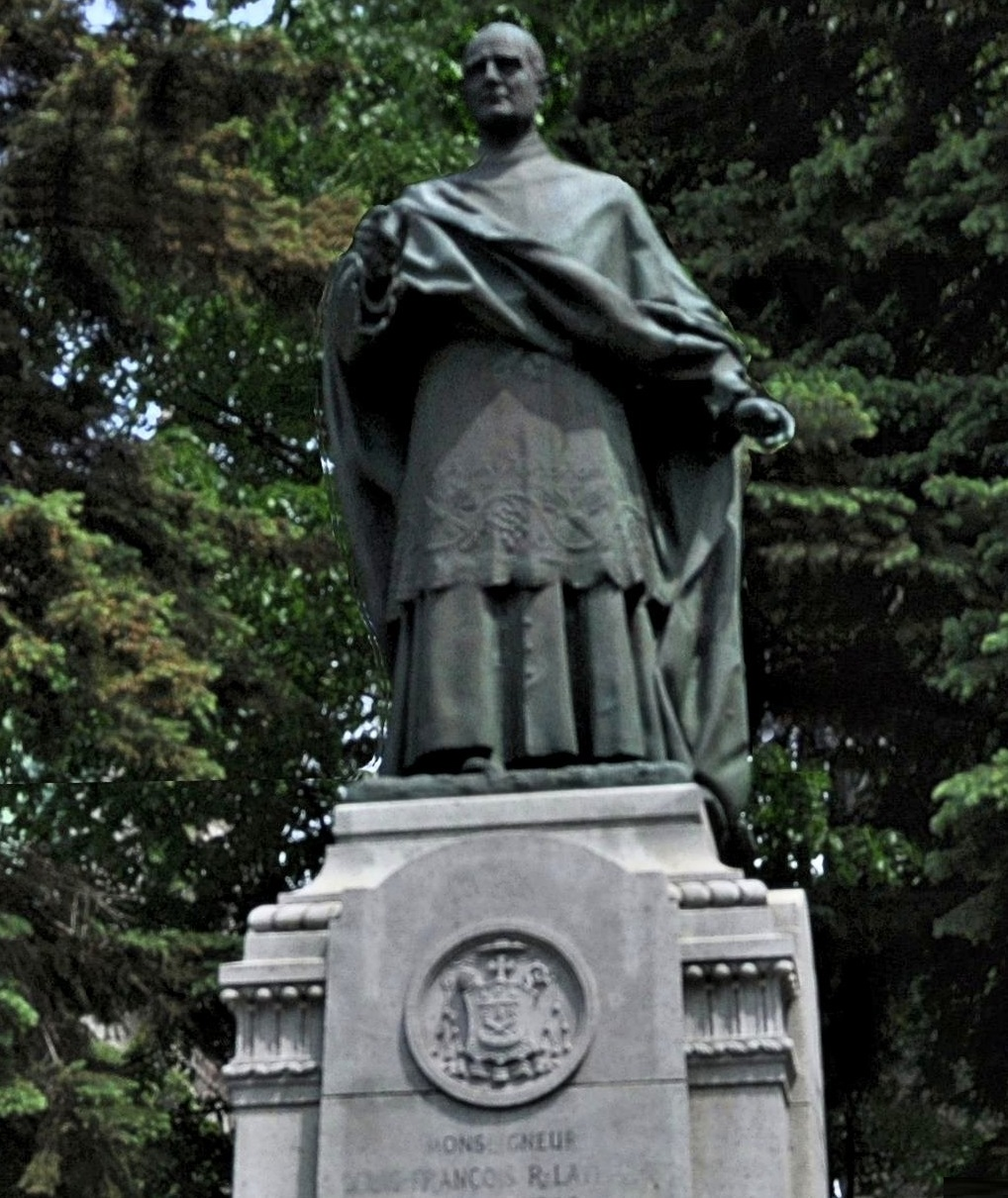
Monument de Louis-François Laflèche, œuvre du sculpteur Elzéar Soucy en 1926

Un monument à la mémoire de Louis-François Laflèche, réalisé par le sculpteur Elzéar Soucy et comprenant une statue de bronze, a été dévoilé le 26 septembre 1926 en face de l'évêché de Trois-Rivières, à côté la cathédrale.
Son nom a été donné à plusieurs lieux, équipements et institutions du Québec :
- Rue Monseigneur-Laflèche à Montréal, désignée en 1956
- Rue Monseigneur-Laflèche à Québec, désignée en 1962
- Rue Monseigneur-Laflèche à Sainte-Anne-de-la-Pérade, officialisée en 1986
- Rue Monseigneur-Laflèche à Trois-Rivières, officialisée en 1997
- Rue Monseigneur-Laflèche à Boucherville
- Rue Laflèche à Trois-Rivières, nom officialisé en 1988
- Rue Laflèche à La Tuque, officialisée en 1997
- Rue Laflèche à Saint-Paulin, officialisée en 1987
- Avenue Laflèche à Shawinigan, officialisée en 1994
- Boulevard Laflèche à Baie-Comeau, officialisée en 2000
- Parc Laflèche (parc public) à Trois-Rivières, nom officialisé en 1988
- Canton Laflèche, du nom de Louis-François Laflèche, dans la région administrative de la Côte-Nord, officialisé en 1968
- Poste de Laflèche (poste de distribution électrique) à Baie-Comeau
- Circonscription de Saint-Maurice—Laflèche
- Collège Laflèche à Trois-Rivières
- Centre d'hébergement Laflèche, aussi appelé Hôpital Laflèche, à Shawinigan
- École primaire Laflèche à Shawinigan, anciennement Collège Laflèche.

## Écrits et publications[33]
- 1849 : Notes sur la langue des Cris

- 1855 : L’état général du diocèse de Saint-Boniface, territoire de la Rivière-Rouge

- 1866 : Quelques considérations sur les rapports de la société civile avec la religion et la famille.
- 1875 : Mémoire contre la division du diocèse de Trois-Rivières.
- 1877 : Deuxième mémoire contre la division du diocèse de Trois-Rivières.
- 1880 : L’influence spirituelle indue devant la liberté religieuse et civile.
- 1881 : Mémoire appuyant la demande d’une école normale aux Trois-Rivières.
- 1881 : Réponse aux remarques de Monsieur l’abbé Verreau sur le mémoire appuyant la demande d’une école normale aux Trois-Rivières.
- 1882 : Mémoire sur les difficultés religieuses en Canada.
- 1883 : Troisième mémoire contre la division du diocèse de Trois-Rivières.
- 1885 : Commentaires sur l’encyclique Humanum Genus contre la franc-maçonnerie.
- 1889 : Les biens temporels de l’Église et l’immunité de ces biens devant les pouvoirs publics.
- 1867-1898 : Lettres pastorales, mandements et lettres circulaires (6 volumes).

## Œuvres oratoires[34]
- 17 décembre 1860 : Discours en l’honneur des soldats pontificaux
- 25 juin 1866 : Discours prononcé lors de la fête de Saint Jean-Baptiste à Ottawa
- 18 février 1868 : Discours prononcé à Notre-Dame de Montréal en l’honneur des zouaves pontificaux canadiens
- Juin 1880 : Discours au premier Congrès catholique
- 27 juin 1894 : Oraison funèbre d'Alexandre Taché, archevêque de Saint-Boniface.